# Oci ciornie
Oci ciornie è un film del 1987 diretto da Nikita Sergeevič Michalkov, ispirato ad alcuni racconti di Anton Čechov.
Presentato in concorso al Festival di Cannes 1987, il film è valso a Marcello Mastroianni il premio per la migliore interpretazione maschile e una candidatura ai Premi Oscar 1988 come miglior attore.
Questo film segna l'ultima apparizione sul grande schermo di Silvana Mangano: ammalatasi nel 1984 di una neoplasia gastrica, morirà il 16 dicembre 1989, (due anni dopo aver interpretato questo film) per complicanze dovute all'operazione. È anche l'ultima interpretazione dell'attore Renzo Marignano, morto nel novembre del 1987.

## Trama
Una mattina, a bordo di un piroscafo, Romano Patroni, un italiano di mezza età incontra Pavel, un signore russo sposato da poco e lì con la giovane moglie. I due iniziano a parlare e Romano racconta la storia della sua vita, del suo infelice matrimonio con Elisa, la figlia di un ricco banchiere, che gli ha dato una bambina, Claudia. Un giorno di festa arriva la notizia che la banca è sull'orlo del fallimento e, dopo l'ennesimo litigio con la moglie, Romano va via per recarsi in un luogo di cura. Qui incontra Anna, una giovane russa con un cagnolino e dagli splendidi occhi neri (oci ciornie). Inizia un folle amore di una notte seguito dall'improvviso abbandono di lei che gli lascia solo una lettera in russo. Romano è colpito dalla purezza e dall'ingenuità della donna, e questo lo fa sentire più giovane e attraente.
Tormentato dal ricordo di Anna, Romano si reca in Russia alla ricerca di quella donna, che vive a Sysoev, nei pressi di San Pietroburgo. Si reca qui con la scusa di commerciare vetri infrangibili per conto di un suo amico e ottiene per questo un lasciapassare. Raggiunta Sysoev, dove viene accolto con grandi onori in quanto è il primo straniero a essere arrivato in quella città, incontra Anna e apprende che lei è la moglie di un funzionario egocentrico.
I due scoprono di amarsi molto e, accecato dalla felicità, Romano promette ad Anna che, al suo arrivo in Italia, divorzierà e tornerà in Russia per lei, al fine di sposarla. Ma il senso del dovere, misto a un ricordo nostalgico di una giovinezza felice, tiene l'uomo in Italia accanto alla moglie, anche perché egli scopre che la banca è fallita. Dopo un po' Romano si dimentica di Anna e delle promesse che le ha fatto.
A questo punto Pavel dice a Romano che sua moglie prima di conoscerlo aveva vissuto un amore infelice e ci è voluto molto tempo per convincerla a fidarsi di lui e risposarsi. Quindi raggiunge la donna sul ponte, mentre Romano si mette ad apparecchiare i tavoli ignorando che Anna si trova molto vicino a lui.

## Riconoscimenti
- 1987 - Festival di Cannes
  - Miglior interpretazione maschile a Marcello Mastroianni
  - Candidatura a Palma d'oro a Nikita Sergeevič Michalkov
- 1987 - Seminci
  - Menzione speciale della giuria
- 1988 - Golden Globe
  - Candidatura a Miglior film straniero (Italia)
- 1988 - Premio Oscar
  - Candidatura a Miglior attore protagonista a Marcello Mastroianni
- 1988 - David di Donatello
  - Migliore attrice protagonista a Elena Safonova
  - Miglior attore protagonista a Marcello Mastroianni
  - Candidatura a Miglior film
  - Candidatura a Migliore regia a Nikita Sergeevič Michalkov
  - Candidatura a Migliore sceneggiatura a Alexandre Adabascian, Nikita Michalkov e Suso Cecchi D'Amico
  - Candidatura a Migliore produttore a Silvia D'Amico Benedicò e Carlo Cucchi
  - Candidatura a Migliore attrice non protagonista a Marthe Keller
  - Candidatura a Migliore attrice non protagonista a Silvana Mangano
- 1988 - Nastro d'argento
  - Miglior attore protagonista a Marcello Mastroianni
  - Candidatura a Migliore attrice non protagonista a Silvana Mangano
- 1988 - Premio César
  - Candidatura a Miglior film straniero (Italia)
- 1989 - Premio BAFTA
  - Candidatura a Miglior film straniero (Italia)
- 1988 - Ciak d'oro
  - Miglior attore a Marcello Mastroianni[2]
  - Migliore sceneggiatura a Alexander Abadascian, Nikita Sergeevič Michalkov, Suso Cecchi D'Amico[2]
  - Migliori costumi a Carlo Diappi[2]